# Лимасольский замок
Лимасольский замок (греч. Κάστρο Λεμεσού) — средневековый замок, возведённый Лузиньянами в начале XIV века на месте разрушенной византийской крепости и перестроенный турками в 1590 году для охраны гавани Лимасола (Республика Кипр). Замок расположен возле старого порта в западной части исторического центра города на улице Ричарда и Беренгарии. Считается, что именно в часовне Лимасольского замка 12 мая 1191 года состоялось венчание короля Англии Ричарда Львиное Сердце и принцессы Беренгарии Наваррской. В настоящее время в замке располагается музей Средневековья.

## История
Археологические исследования на территории Лимасольского замка указывают на то, что на месте замка находились раннехристианская базилика (IV—VII века) и византийская крепость, возведённая в X—XI веках, которая занимала гораздо большую территорию.
В 1191 году замок, как и весь остров, перешёл под власть английского короля Ричарда I, который 12 мая того же года обвенчался в небольшой византийской церкви Агиос-Георгиос со своей невестой Беренгарией Наваррской. Церковь эта находилась к востоку от замка и вскоре была полностью разрушена землетрясением. В 1193 году, согласно Этьену де Лузиньяну, существенно разрушенный замок был отстроен заново первым сеньором Кипра Ги де Лузиньяном при помощи рыцарей орденов тамплиеров и госпитальеров. Археологам до сих пор не удалось определить точные границы местонахождения этого замка. В 1196 году замок был передан рыцарям-тамплиерам. В 1222 году замок вновь существенно пострадал от сильного землетрясения, имевшего эпицентр в Пафосе. После этого замок упоминается в исторических документах в связи с завоеванием Кипра императором Фридрихом II в 1228 году. Фридрих использовал замок в качестве тюрьмы, в которой некоторое время удерживал несговорчивых кипрских баронов (в частности, сыновей регента Жана Ибелина) и малолетнего кипрского короля Генриха I де Лузиньяна.
В XIII—XVI веках Лимасольский замок неоднократно разрушался вторгавшимися на Кипр иностранными войсками, а также в результате землетрясений, после чего восстанавливался и реконструировался. В XIII веке замок был существенно расширен, а на месте небольшой византийской церкви, в которой венчались Ричард и Беренгария, тамплиеры возвели большую церковь в готическом стиле. В 1308 году по указанию папы правитель Кипра Амори II Тирский приказал взять под арест членов ордена тамплиеров и описать имущество ордена на Кипре. В 1312 году имущество тамплиеров, в том числе и Лимасольский замок, указом короля Генриха II было передано ордену госпитальеров, однако госпитальеры уже по большей части покинули Кипр, перебравшись на завоёванный ими остров Родос. От замка тамплиеров до наших дней сохранилась лишь квадратная в плане готическая капелла из желтоватого камня. Капелла расположена над более ранней церковью, в которую ведёт небольшая лестница. Это подвальное помещение при венецианцах и турках использовалось в качестве тюрьмы.
В 1373 году, в начале кипро-генуэзской войны, генуэзские войска вновь превратили замок в руины. Восстановление замка началось по указанию короля Якова (Жака) I (1382–1398) в конце XIV века и продолжалось до начала XV века. Была проведена полная реконструкция интерьера замка. Новый высокий центральный холл замка со сводчатым потолком с западной стороны был защищён мощными куртинами. Неф был заменён двойным рядом небольших камер, разделённым узким проходом, а просторный подвал замка теперь состоял из трёх галерей, не имевших выхода наружу. Готическая церковь тамплиеров рядом с замком была разобрана до каркаса.
В 1402 и 1408 годах Лимасольский замок был центром сопротивления генуэзцам, а в 1413 и 1422 году успешно выдержал осаду мамлюкского флота. В 1425 году мамлюки всё же захватили его. Замок был взят довольно быстро благодаря рабам-сарацинам, которые указали мамлюкам плохо заделанные проломы в стене.
В 1489 году замок, как и весь остров, перешёл под власть Венецианской республики, а в 1491 году сильное землетрясение существенно повредило защитные сооружения замка. В 1538 году город Лимасол и его замок впервые захватили турки-османы. Замок к тому времени находился в упадке, в нём не было гарнизона, а проживал лишь кастелян со своим семейством. После того как венецианцы вернули себе контроль над городом, военный губернатор Марко Антонио Брагадин решил снести сильно повреждённый землетрясением и турецким штурмом Лимасольский замок во избежание его повторного захвата и использования турками. Во время демонтажных работ центральная колонна замкового холла была обрушена и больше уже не восстанавливалась. Однако демонтаж замка, потребовавший больших финансовых затрат, затянулся, а его окончательное разрушение произошло в результате сильного землетрясения 1567 или 1568 года.
Через тридцать лет, предвидя турецкое вторжение на Кипр, венецианцы полностью восстановили Лимасольский замок, а также укрепили его и возвели мощные стены, способные выдержать удары артиллерии. В 1570 году замок был взят штурмом войсками Османской империи, а в 1590 году сильно разрушенный при осаде Лимасольский замок был полностью восстановлен и дополнительно укреплён. Подвалы и первый этаж замка были оборудованы под тюремные камеры.
В 1800-х годах весь замок был превращён в тюрьму, в качестве каковой служил до 1950 года. После того как центральная тюрьма была перенесена в Никосию, Лимасольский замок был объявлен археологическим памятником. В 1950 году замок был передан департаменту древностей, усилиями которого в замке была проведена реконструкция и значительная реставрация, а затем в замке был открыт окружной музей. В 1963—1974 годах в замке располагался пост Национальной гвардии Кипра. После реставрации в замке был устроено хранилище музея Средневековья, куда в 1975 году были перенесены экспонаты Никосийского музея Средневековья, оказавшегося в буферной зоне, разделяющей греков-киприотов и турок-киприотов.

## Кипрский музей Средневековья
Кипрский музей Средневековья (Cyprus Mediaeval Museum) начал свою работу в здании Лимасольского замка 28 марта 1987 году. Экспозиция музея включает в себя экспонаты из различных районов Кипра, датируемые IV—XVII веками. В центральном холле замка располагаются каменные резные надгробия XIV века и орнаментированный гипсовый слепок с фигурами святых, сделанный с портала собора Святой Софии в Никосии. В цокольном этаже музея вдоль длинного коридора расположено собрание франкских и венецианских каменных резных надгробий, на которых изображены фигуры усопших монахов, рыцарей и аристократов с их гербами, атрибутами и краткими эпитафиями. На верхнем этаже музея демонстрируются собрание средневекового оружия и доспехов, мраморные резные фрагменты раннехристианской базилики, коллекции монет, масляных ламп, золотых, серебряных, бронзовых предметов, а также средневековая керамика.

## Галерея

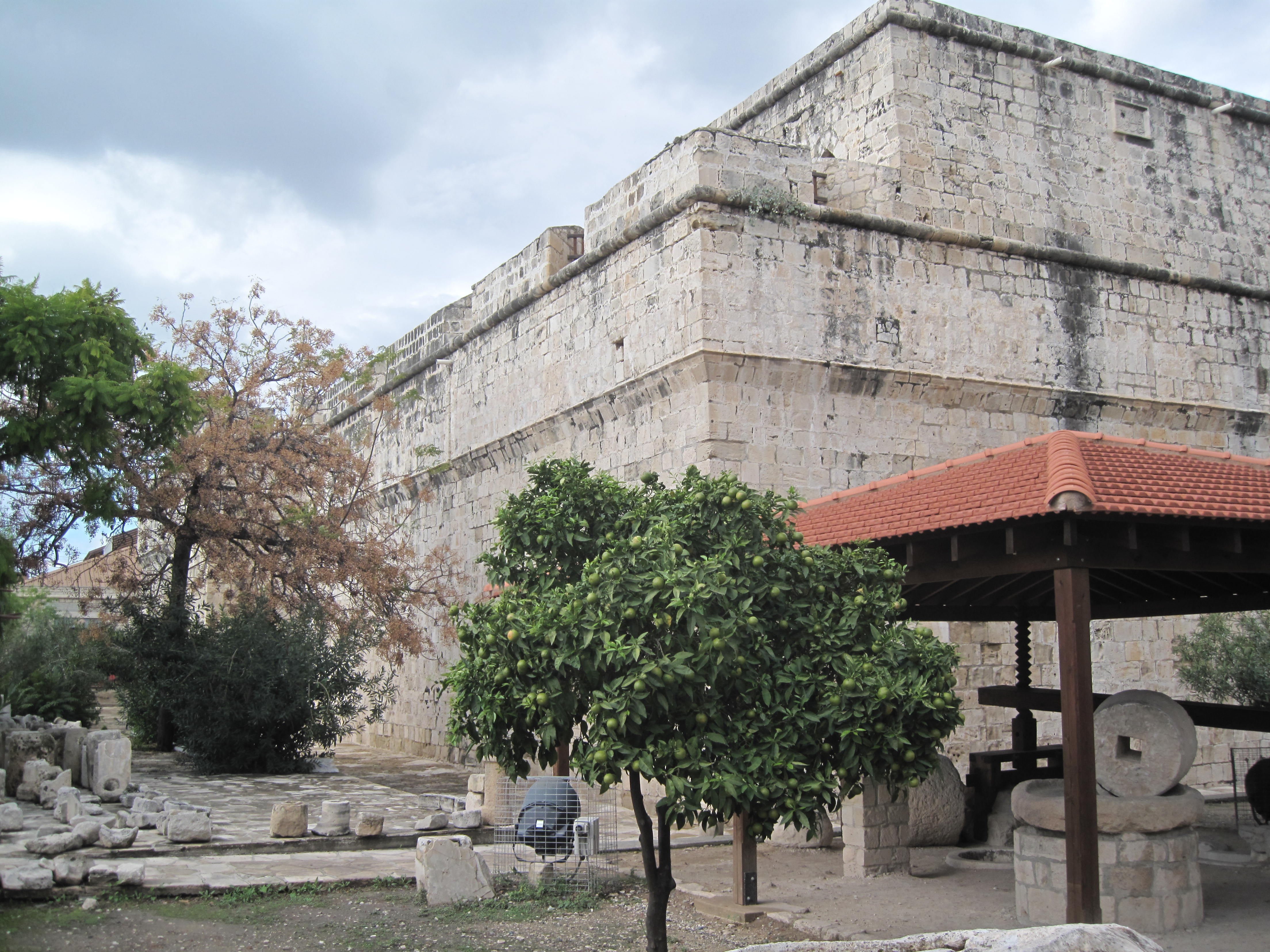
Восточная сторона
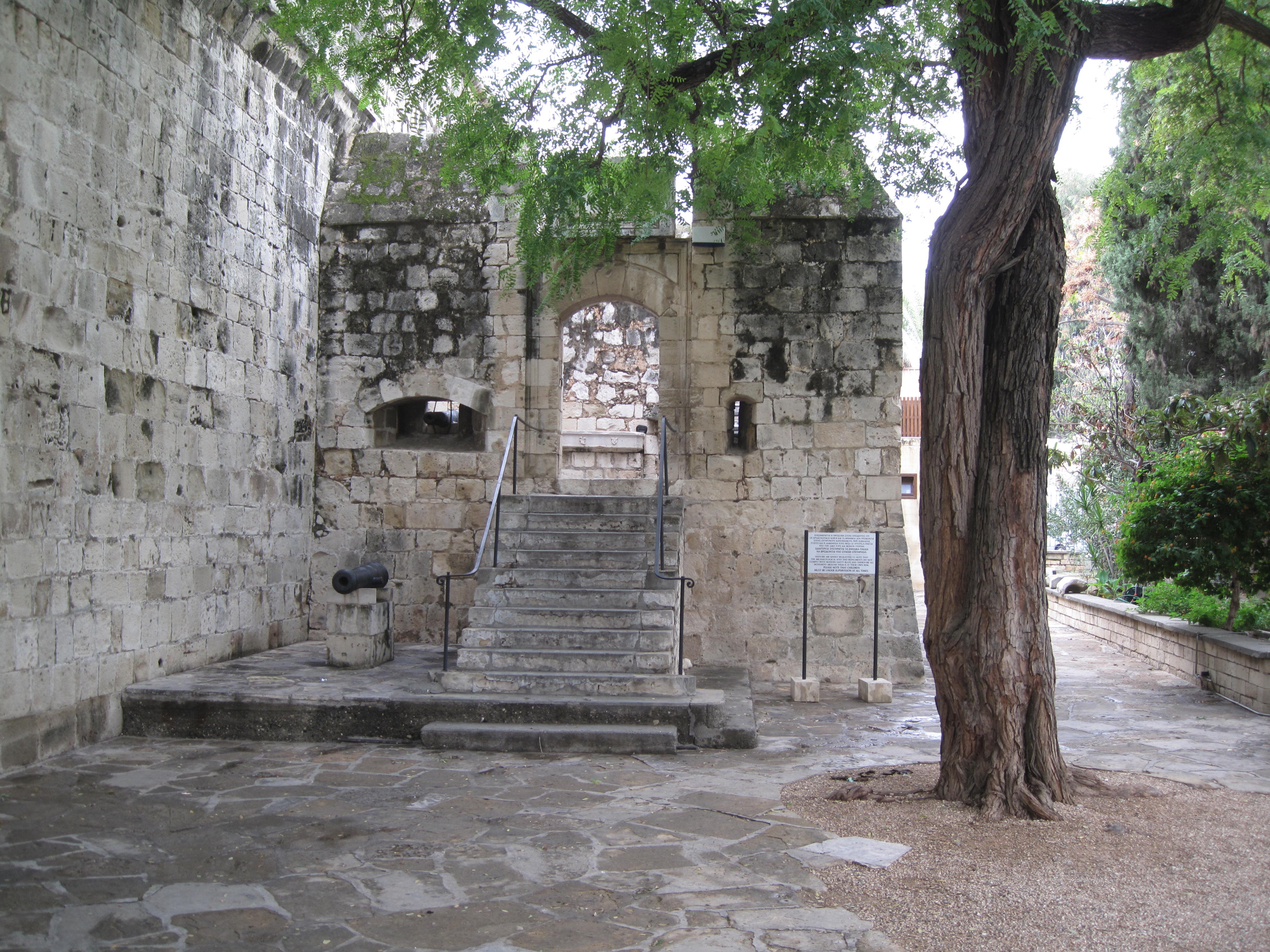
Вход в замок
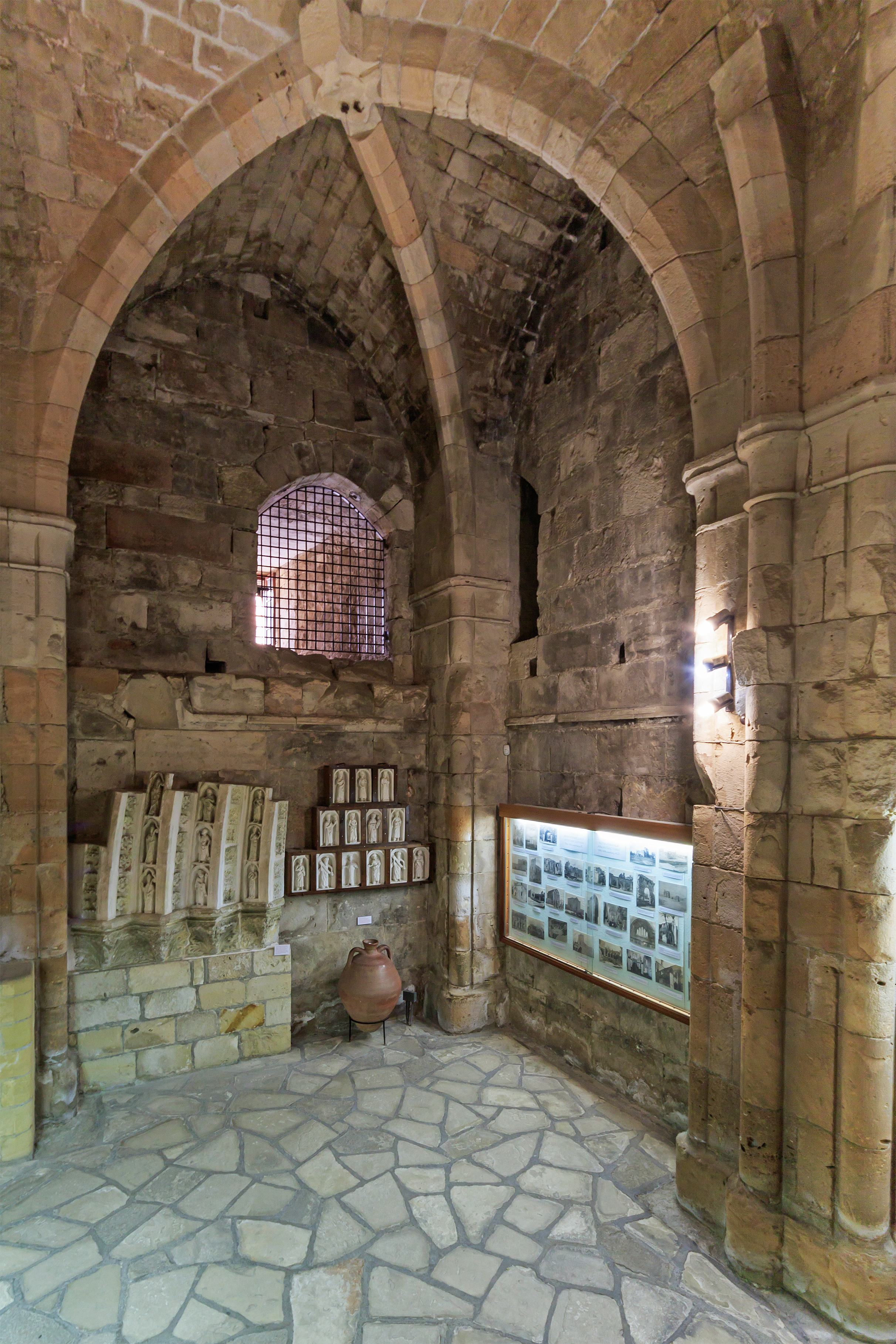
Зал внутри замка
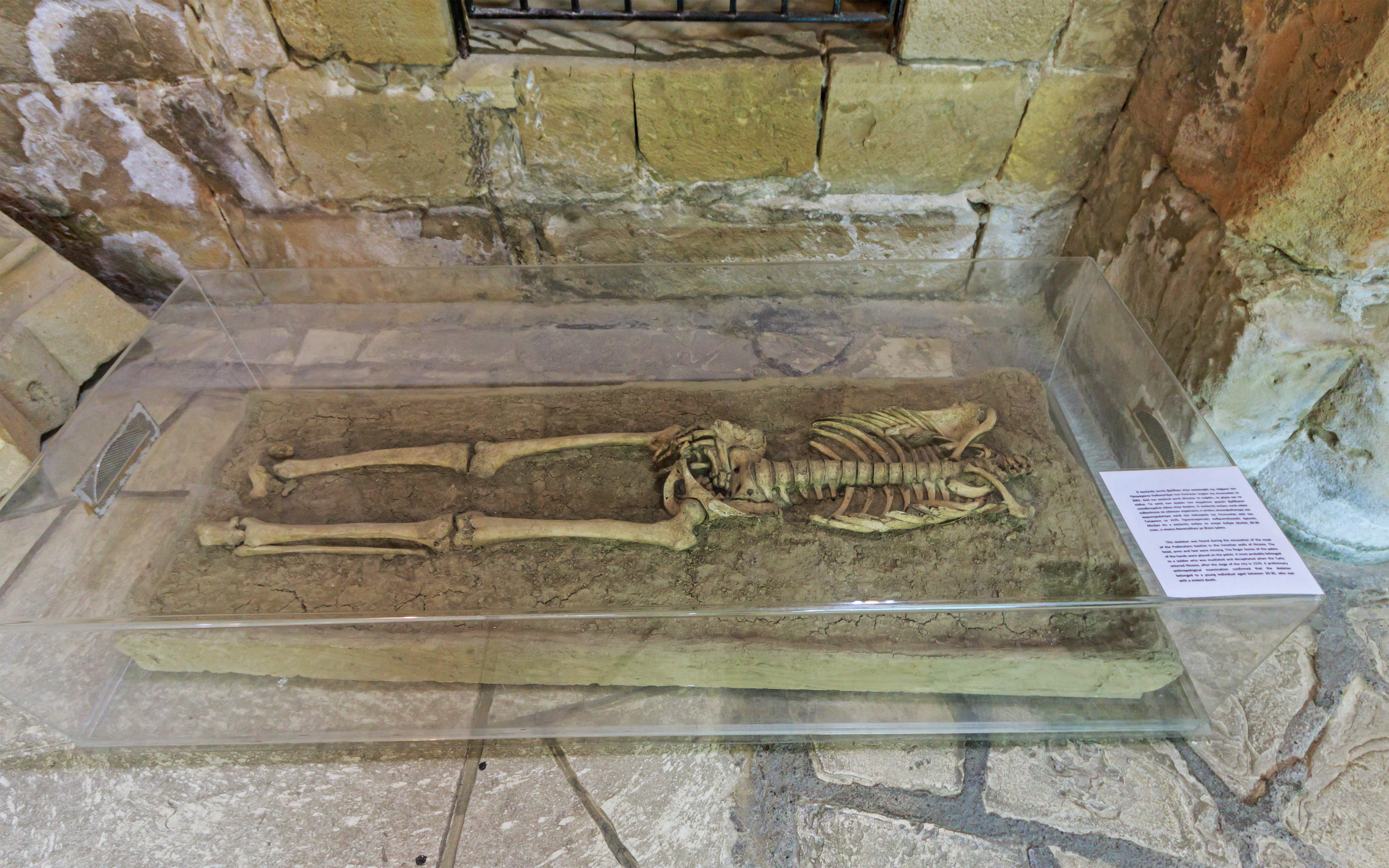
Безголовый человеческий скелет — один из экспонатов Музея Средневековья